# Park Narodowy Płaskowyż Hortona
Park Narodowy Płaskowyż Hortona (syngaleski හෝර්ටන් තැන්න ජාතික උද්‍යානය, trl. Hortan Thanna Jathika Udyanaya) – park narodowy na Sri Lance w Prowincji Centralnej w dystrykcie Nuwara Elija. Park chroni obszary występowania lasów mglistych i obszarów trawiastych oraz siedliska licznych gatunków roślin i zwierząt. Od 2010 roku fragment parku widnieje na liście światowego dziedzictwa UNESCO.

## Położenie
Park znajduje się na Centralnej Wyżynie Sri Lanki w środkowej części państwa. Obszar chroniony obejmuje 3160 ha (31,6 km²) lasów i obszarów trawiastych. Wysokość bezwzględna parku waha się od 2100 m n.p.m. do 2300 m n.p.m.. W bezpośrednim sąsiedztwie parku znajduje się drugi i trzeci pod względem wysokości szczyt kraju - Kirigalpotta (2389 m n.p.m.) oraz Totapola (2357 m n.p.m.).

## Historia
Około roku 1820 Brytyjczycy dowiedzieli się o istnieniu na Cejlonie płaskowyżu o wyjątkowych walorach przyrodniczych. Obszar ten nazwali na cześć ówczesnego gubernatora wyspy sir Roberta Hortona. Już po uzyskaniu przez Sri Lankę niepodległości część płaskowyżu otrzymała status rezerwatu przyrody (1969). 16 marca 1988 roku powołany został do życia Park Narodowy Płaskowyż Hortona. Od 2 sierpnia 2010 roku część terenów chronionych przez park znajduje się na liście UNESCO (jako Central Highlands of Sri Lanka - Centralna Wyżyna Sri Lanki). 

## Warunki naturalne
Średnia roczna suma opadów atmosferycznych na terenie parku wynosi ok. 5000 mm. Wartość ta jest blisko dwa razy większa niż na terenach okalających obszar parku. Minimalne miesięczne sumy opadów kształtują się tu na poziomie ok. 100 mm. Temperatura powietrza w ciągu 12 miesięcy osiąga średnie wartości 13°C. W najcieplejszych miesiącach temperatura w ciągu dnia może sięgnąć 27°C, natomiast w nocy spada ona do ok. 5°C.

## Bioróżnorodność
Na terenie parku stwierdzono obecność 188 gatunków roślin, z czego 63 to gatunki endemiczne dla Sri Lanki. Wśród nich wyróżnić można chociażby 57 gatunków drzew należących do 31 rodzin, czy 101 gatunków roślin kwitnących (14 gatunków endemicznych) z około 20 rodzin. Z tutejszej fauny potwierdzono występowanie 1 gatunku ryb, 14 gatunków płazów, 64 gatunków ptaków i 19 gatunków ssaków.

## Galeria

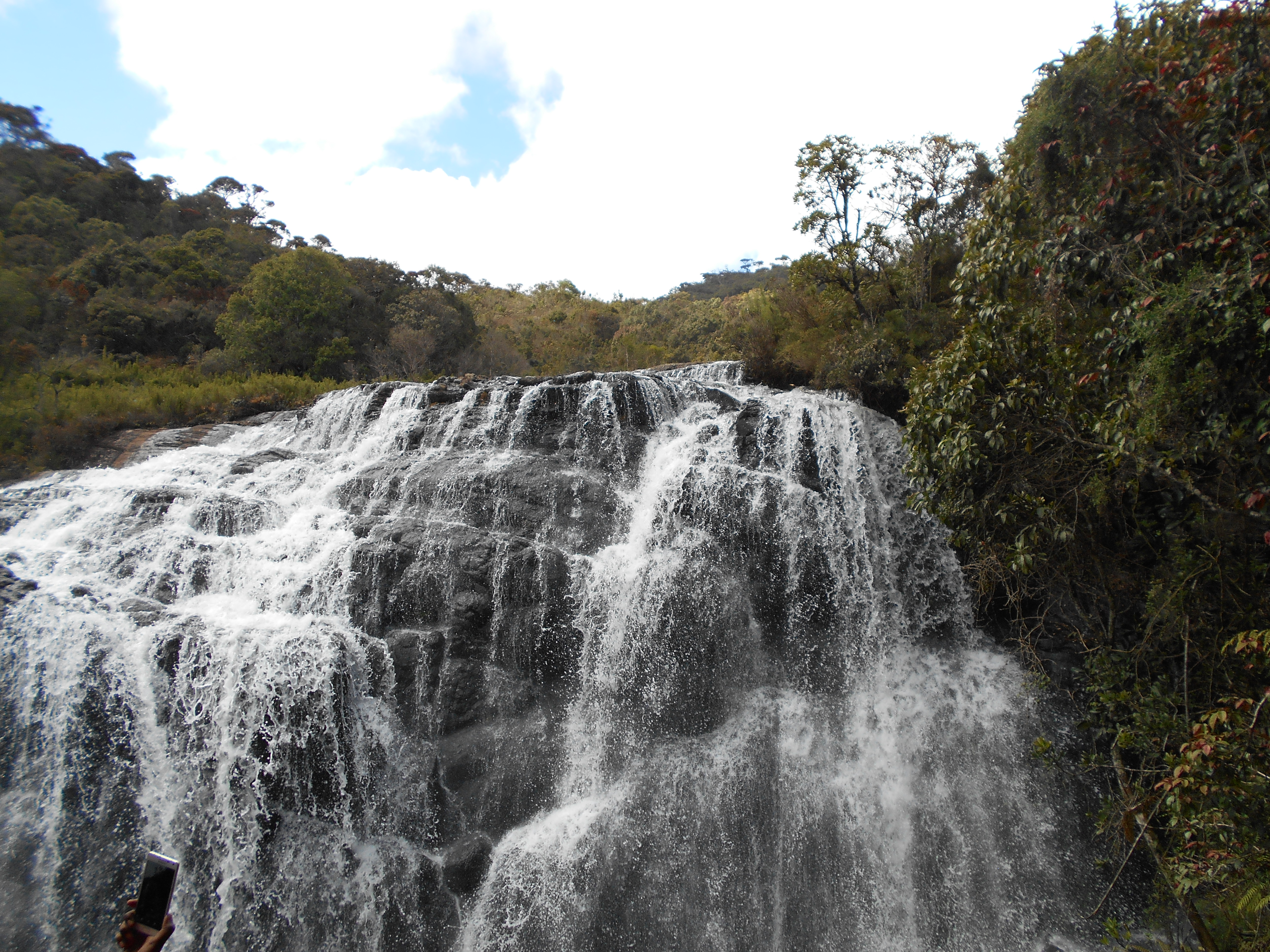
Wodospad na terenie parku
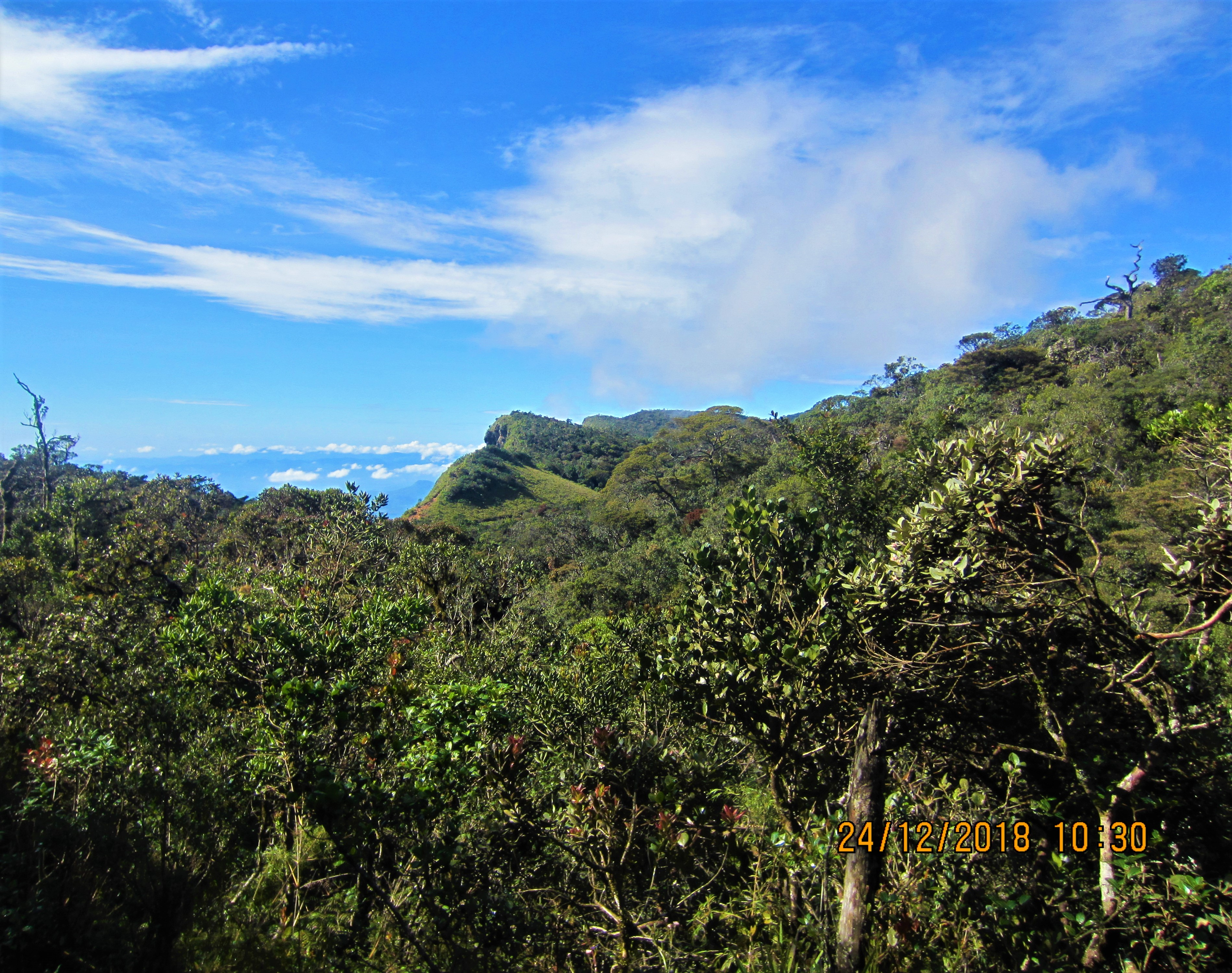
Obszar leśny
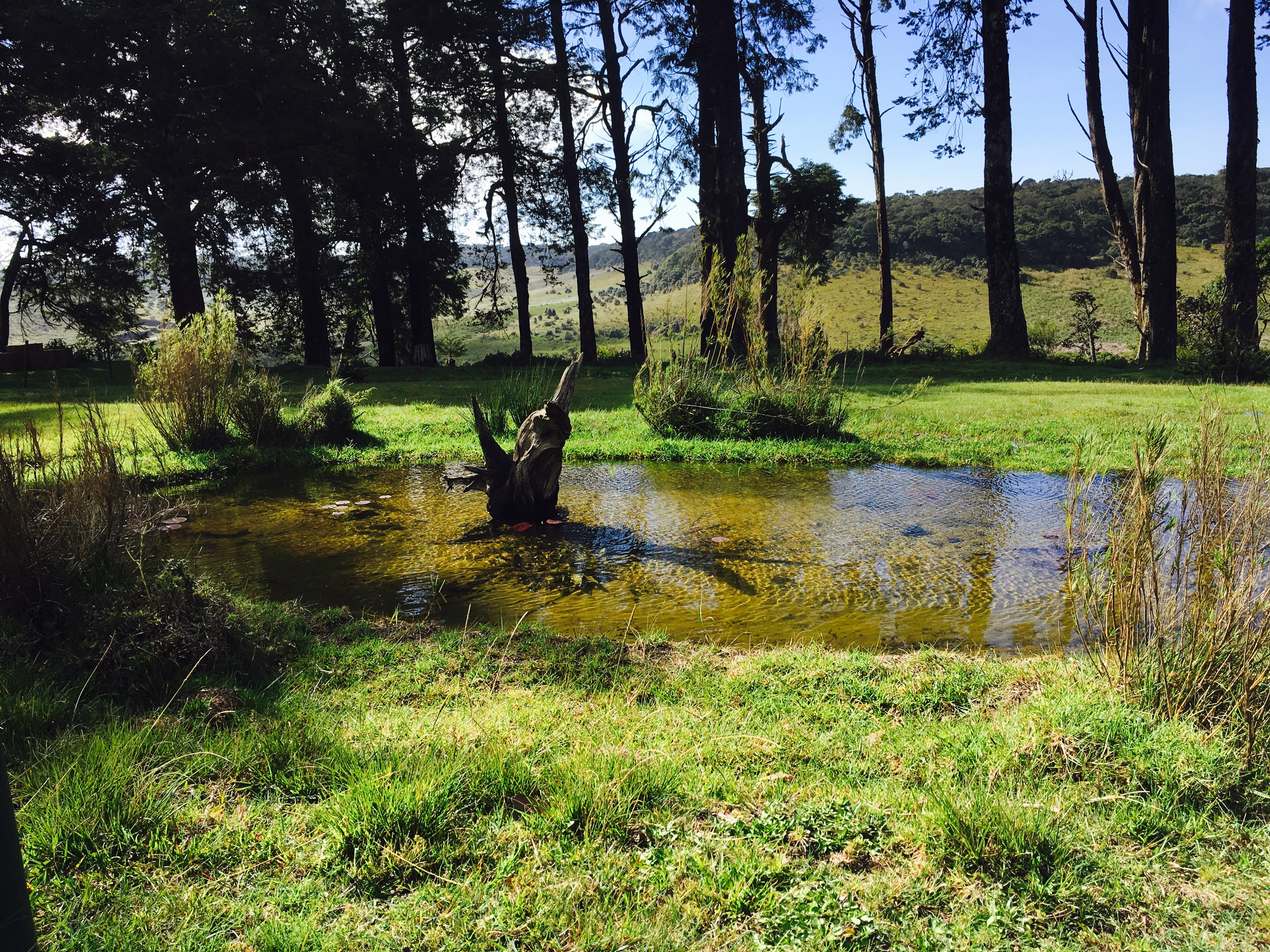
Przykład obszarów trawiastych
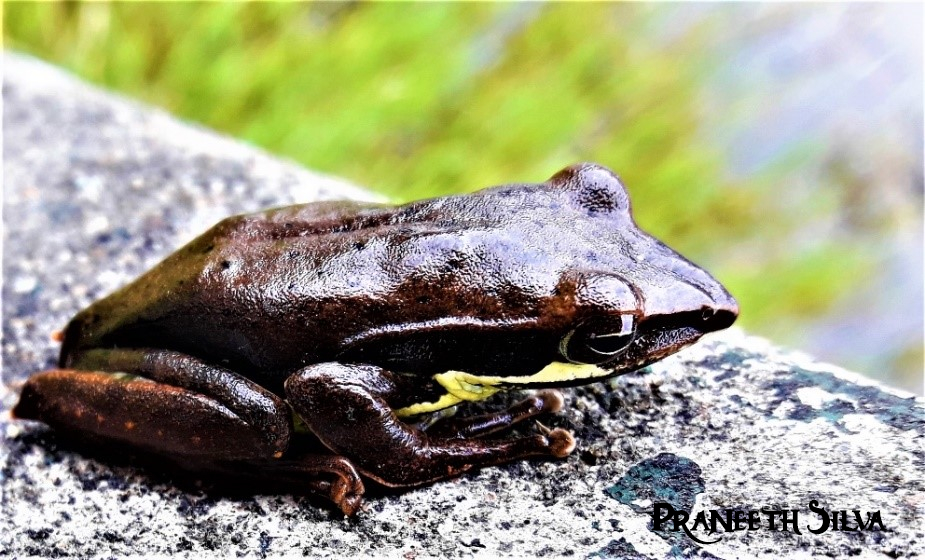
Endemiczny gatunek żaby z rodziny nogolotkowatych
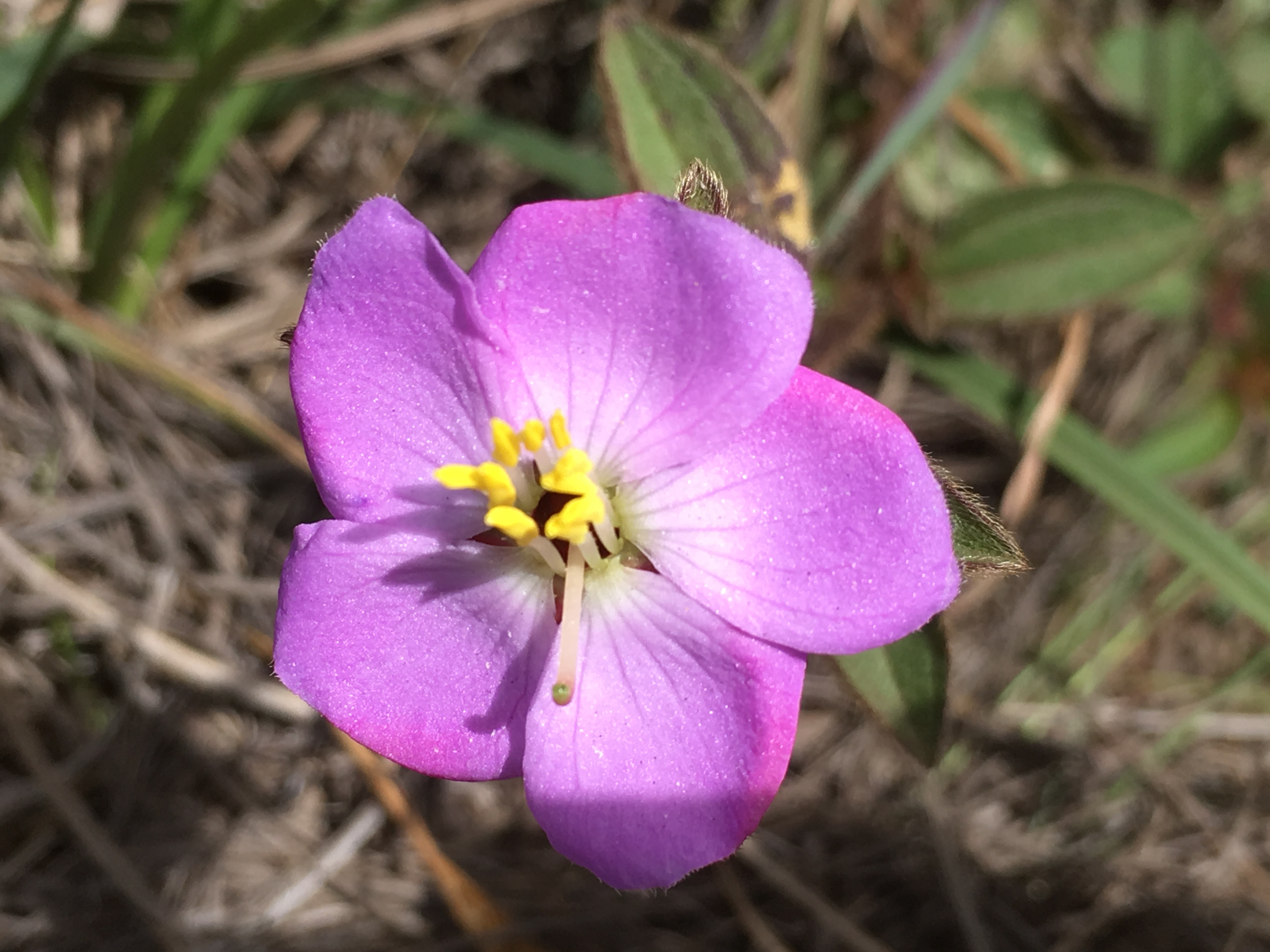
Przykład rośliny kwitnącej
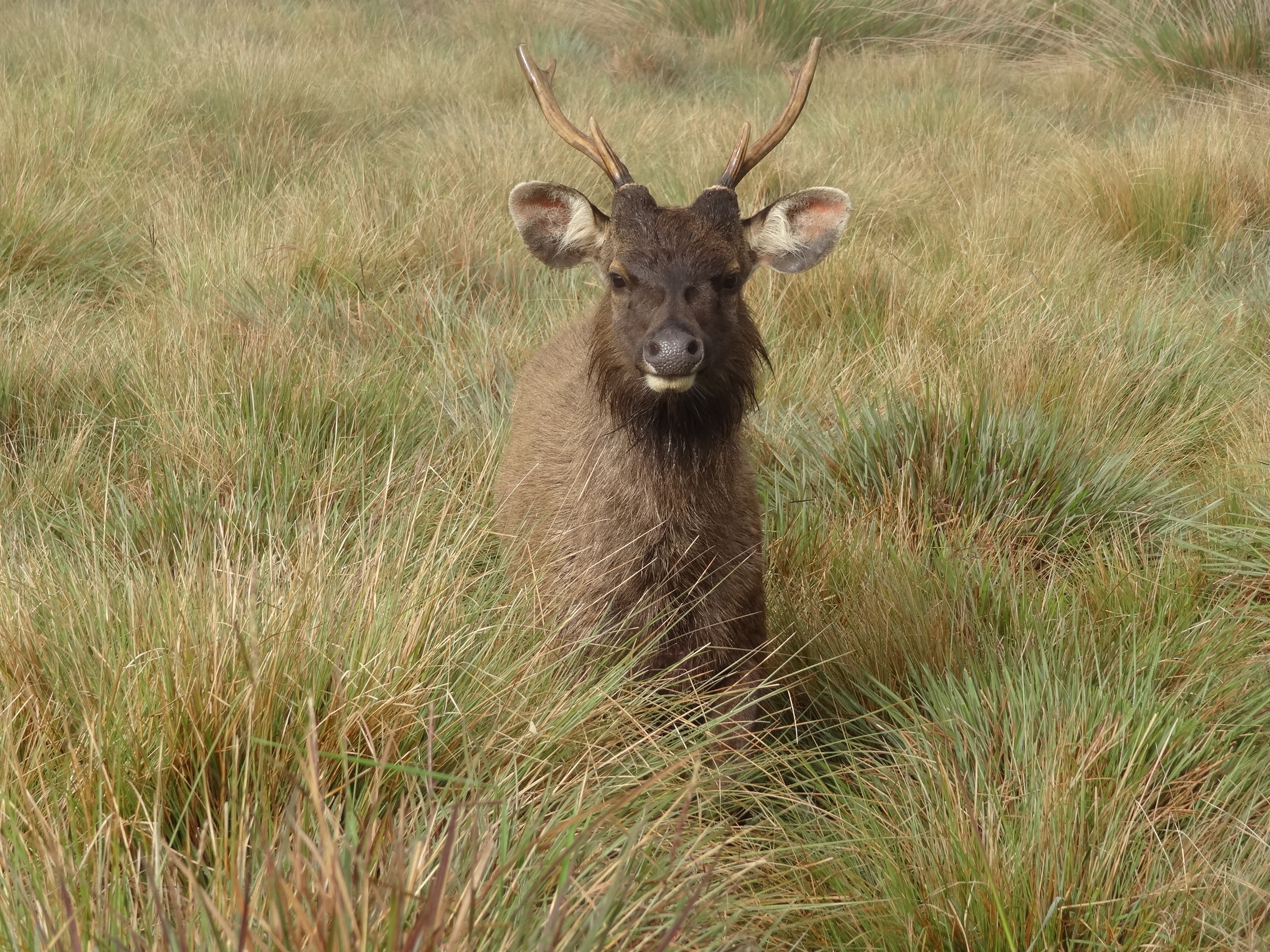
Endemiczny gatunek sambra
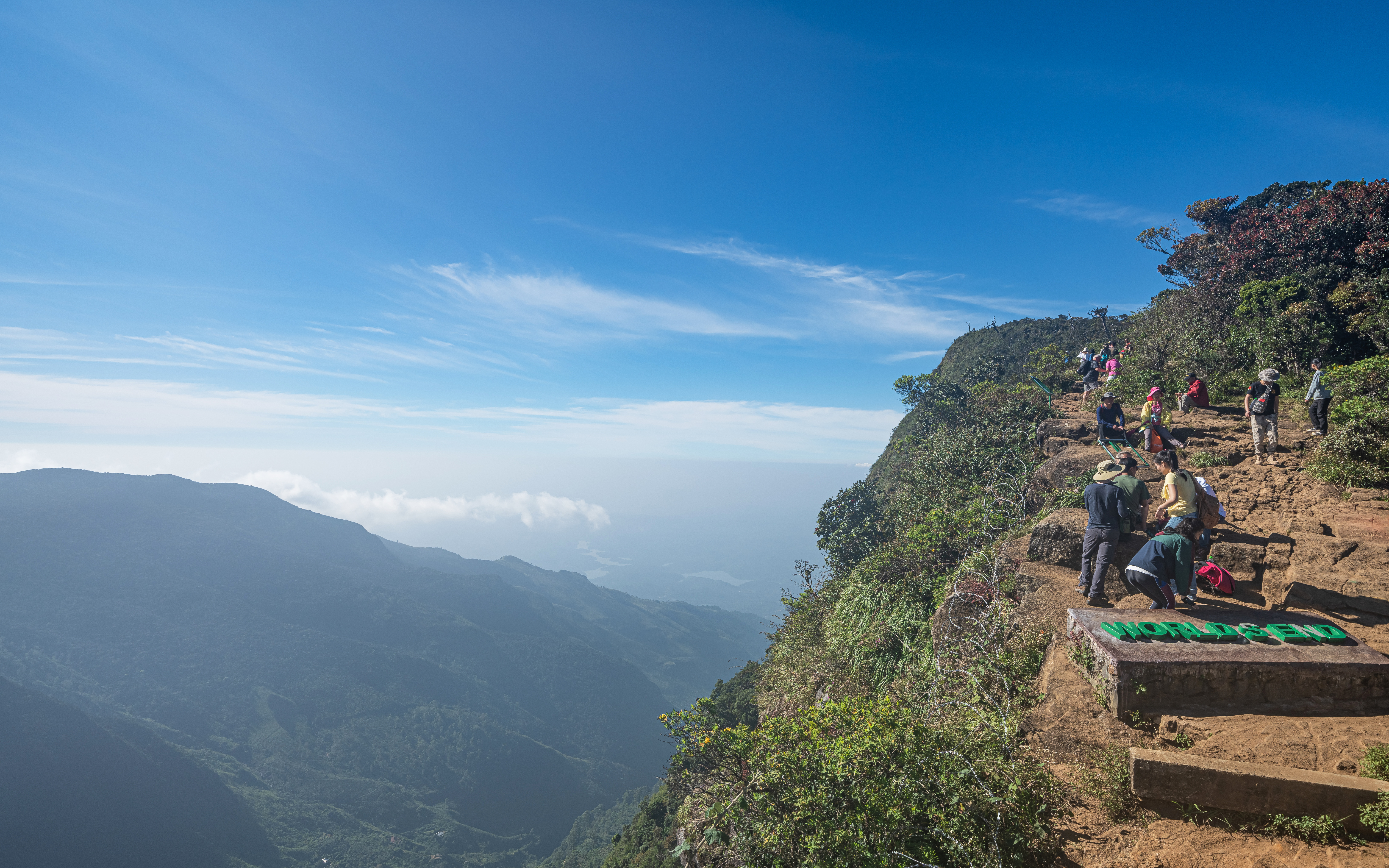
Klif Koniec Świata[4].
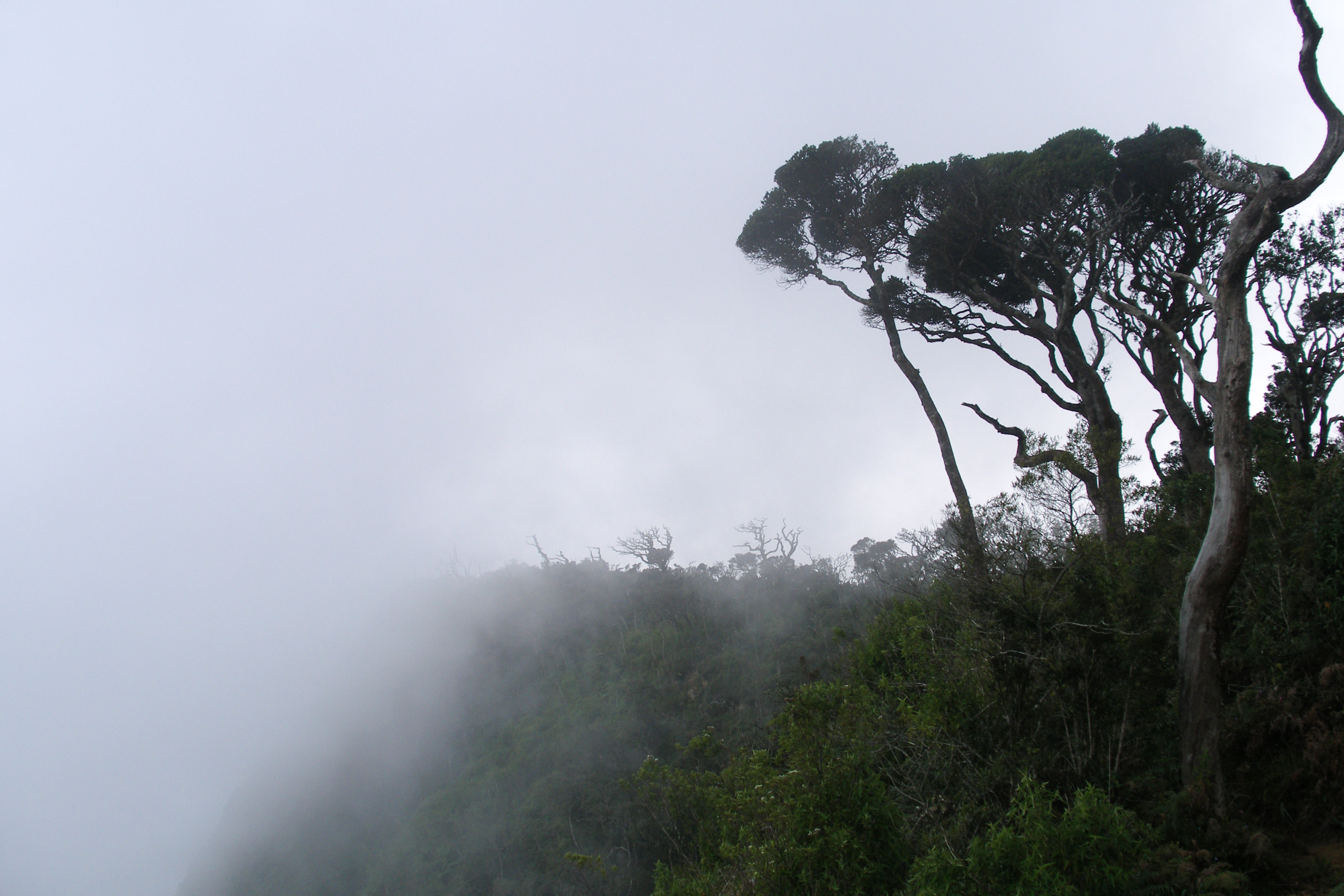
Lasy mgliste
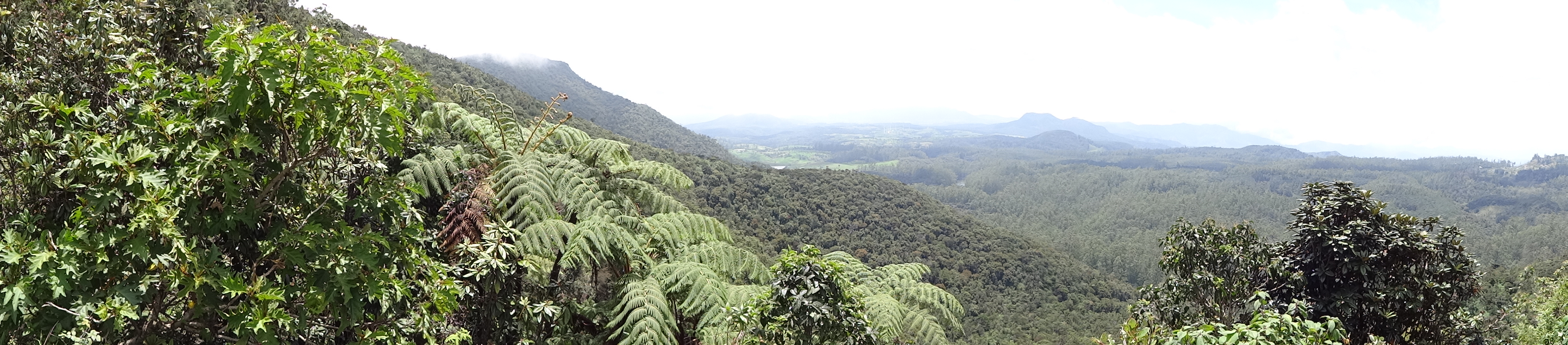
Panorama lasu
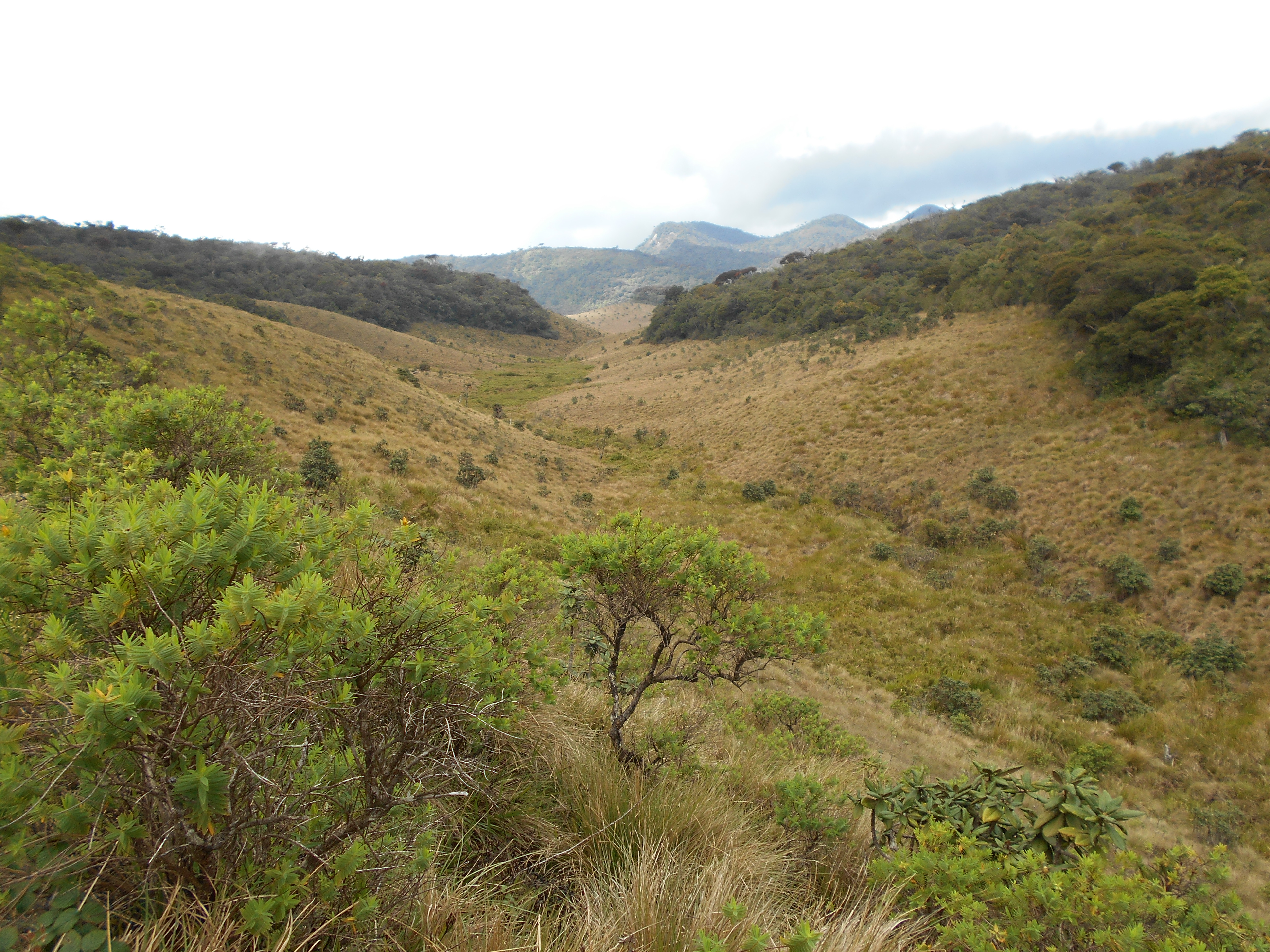
Tereny porośnięte trawą
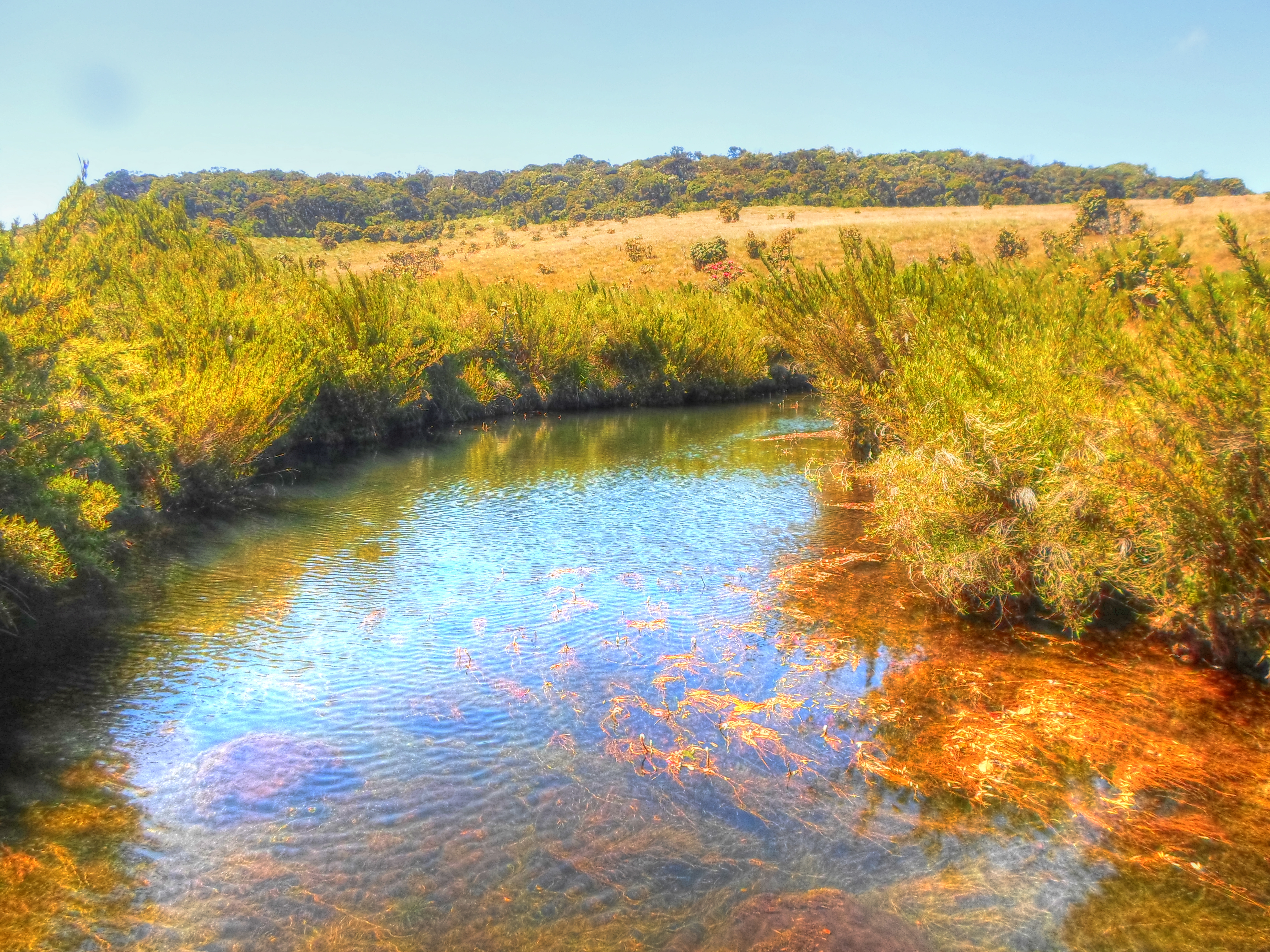
Akwen na terenie parku